# Rakovský rybník
Rakovský rybník o rozloze vodní plochy 0,3 ha se nalézá na jižním okraji vesnice Rakov v okrese Jičín u silnice III. třídy č. 27936 vedoucí z Rakova do osady Leština. Rybník má zhruba čtverový tvar.
Po hrázi rybníka vede místní cesta.
Rybník byl vybudován před rokem 1768, poněvadž je zachycen na již mapách I. vojenského mapování. V roce 2019 je využíván pro chov ryb.

## Galerie

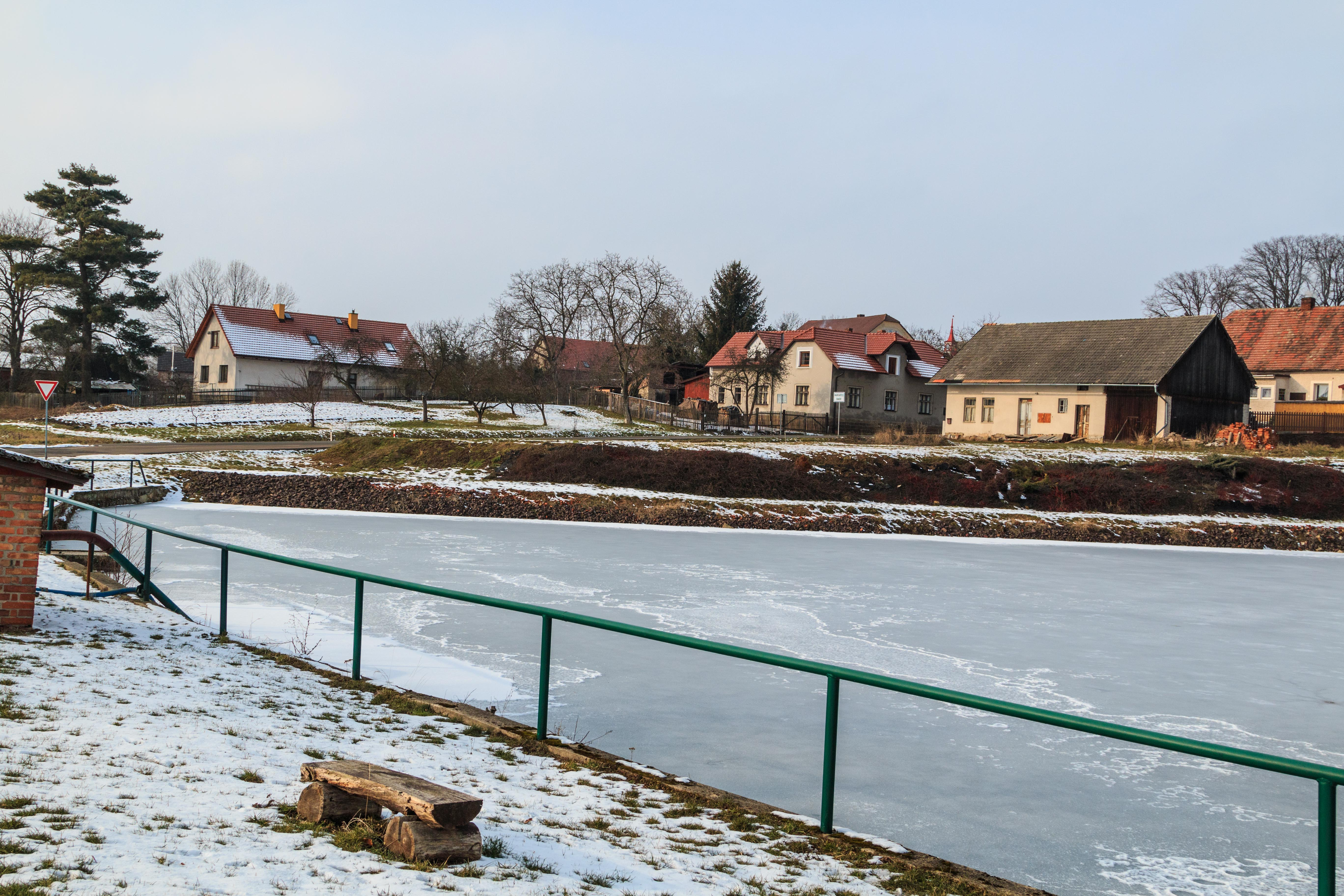
pohled na rybník u Rakova
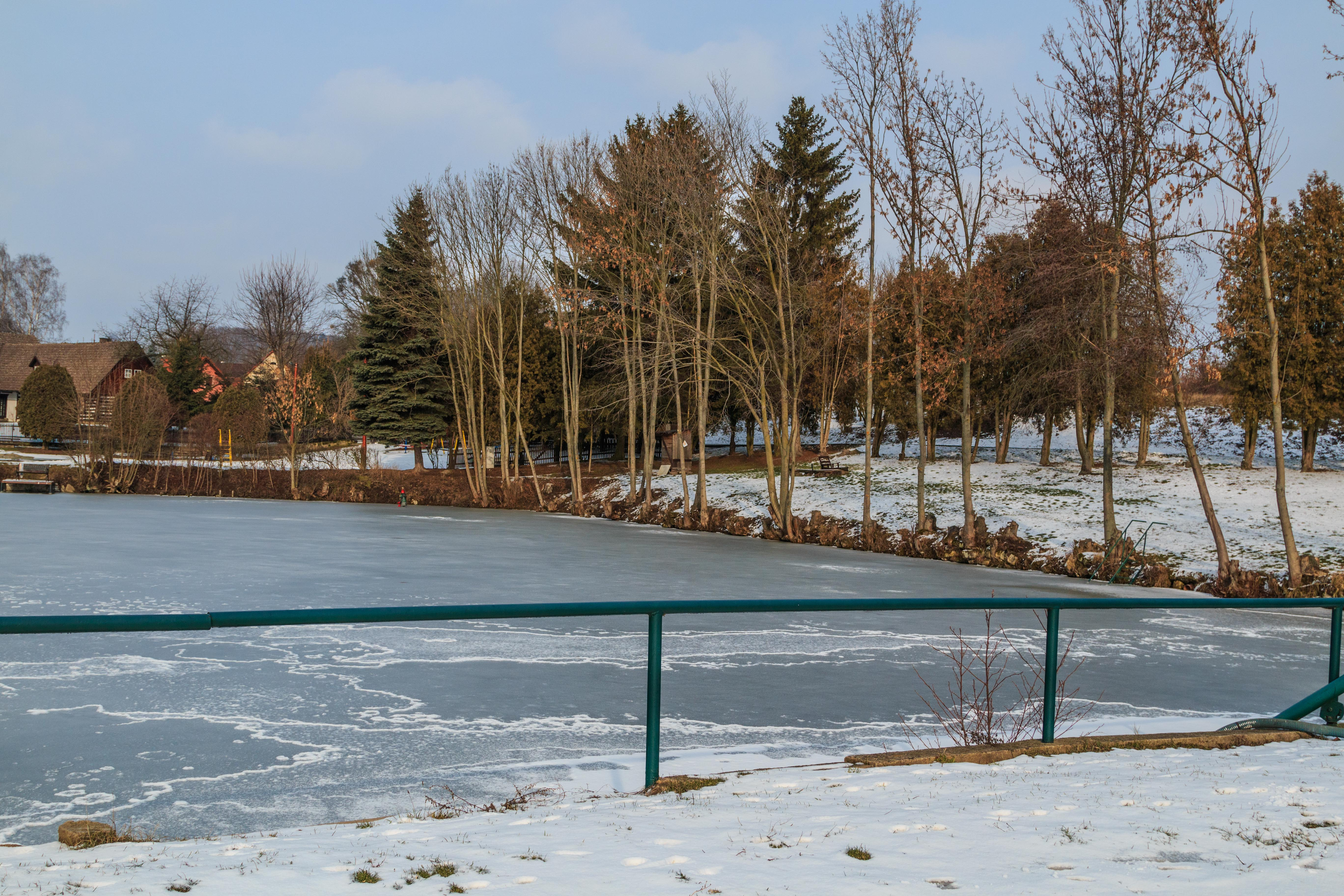
pohled na rybník u Rakova